# ثينيس دي لا فيغا
بلدية ثينيس دي لا فيغا (بالإسبانية: Cenes de la Vega) هي بلدية تقع في مقاطعة غرناطة التابعة لمنطقة أندلوسيا جنوب إسبانيا.

## الديموغرافيا
بلغ عدد سكان بلدية ثينيس دي لا فيغا 7.771 نسمة عام 2011 (وفقاً للمعهد الوطني الإسباني للإحصاء).
| 4.006 | 5.053 | 5.676 | 6.372 | 6.363 | 6.501 | 7.771 |